# Manduca prestoni
Manduca prestoni là một loài bướm đêm thuộc họ Sphingidae. Nó được tìm thấy ở Brasil, Ecuador và Bolivia.
Con trưởng thành bay vào tháng 10.